# 腰掛銀
腰掛銀是將棋中的戰法之一。
在序盤組織陣型時將銀將配置於▲5六(後手則是△5四銀)。因為步兵必須保留在▲5七(△5三)，這種銀將掛在棋盤中央的歩上的樣子被稱作腰掛銀。此外，單銀將掛在歩上的形狀則稱作「越歩銀」，腰掛銀也是其中的一種。另外，腰掛銀在英語名稱是reclining silver。
比起容易妨礙到桂馬活用的其他越步銀，腰掛銀在以▲4五歩（△6五歩）攻擊時與▲8八角・▲3七桂配合得很好，若是與右四間飛車組合更具有破壞力。另外，也可以把攻擊用的銀將引靠近玉側發展成銀矢倉・鑽石美濃等，作為強化圍玉的的手段。

## 角交換腰掛銀
在序盤時雙方即進行角行交換的戰型——角交換中，若是採用腰掛銀則稱作角交換腰掛銀。雖然在左翼已以矢倉（▲7七銀 - ▲7八金）模樣防守對方飛車的攻擊，為了避免角行打入而將金將放置於▲5八待機，此外也有▲4七金或▲4八金等更重視整體均衡的陣型。有「角交換不突5筋」的將棋格言，因此在角交換中▲5七歩型非常常見，而其中腰掛銀也因此採用率最高，甚至可說是角交換的本手。在面對先手的腰掛銀時，若後手以早繰銀應對則後手將十分不利，因此通常後手都會採用棒銀或這是相腰掛銀，其中後者更是本流。另一方面，當先手棒銀時後手以腰掛銀應戰則普遍被認為後手戰術上失利；而雖然先手使出早繰銀時後手也有可能下出相早繰銀，但通常後手都選擇更有利的腰掛銀對抗。
雖然陣形與矢倉十分相像，卻因為角行已成為持駒在需要隨時注意控制陣形方面有著極大的差別，又因為玉形通常不太堅固，比起矢倉戰型中敵方的反擊更加嚴峻。
作為角交換腰掛銀最具代表性的定跡是木村定跡。於昭和30年代誕生的木村定跡對從下圖開始進行▲8八玉△2二玉的交換後先手的攻擊變化下了先手必勝的結論，因為每一種變化都已經研究至將死為止，被視為已完備的定跡。此外在只有先手▲8八玉的場合，後手存在木村定跡的逆版本，也被確立為後手優勢。因此，開始有了先手不▲8八玉入城直接從▲7九玉型開始展開攻擊的升田定跡的研究，一直到現在仍未得出結論。其後，雖然因為在角交換中存在著太多導向千日手的變化造成研究一時面臨停滯，在昭和60年代發現了保留飛前歩轉以右四間飛車攻擊的著法打破了僵局，後手也隨之產生了將左銀放置於4二待機等的對策，甚至是從▲4七金型開始進行端攻的手順也開始被研究。現在升田流已經成為主流，被認為是先手的有力戰法。因為這個理由，後手為了避免同型而出現了自己吃掉先手8八角進行角交換的後手番一手損角交換。對付這個除了腰掛銀之外，先手也有反用這一手之得的手段採取棒銀・早繰銀等進行對抗。

## 相掛腰掛銀
腰掛銀也有被作為相掛戰型中的一種戰法使用。以前雖然以駅馬車定跡和鏗鏘銀(ガッチャン銀)等激烈展開為主流，現在則大多先互相鞏固好玉將才伺機展開攻擊。此外，雖然原本「相腰掛銀」是相掛腰掛銀的簡稱，但在廣義上，也可用來表示先手後手皆把銀將置於第5行對抗的形（▲5六銀△5四銀），現在「相腰掛銀」則已逐漸變成後者的意思。

## 矢倉腰掛銀
矢倉戰形中也有採用腰掛銀並以4手角活用角行的戰法。其後，通常改組成比金矢倉更優秀的銀矢倉。若是先手矢倉的組法漏洞百出，後手也有從腰掛銀直接轉換右四間飛車粉碎敵陣的手順，先手必須十分注意。

## 對振飛車右四間飛車
主要對付四間飛車，是擺出腰掛銀後再轉換至右四間飛車一口氣攻破振飛車的戰法。雖然因為目標太明顯單調也容易遭受反擊在職業棋士之間不怎麼出現，在業餘棋手間卻因為攻擊目標和手段明確享有很高的人氣。

## 矢倉腰掛銀
ＮＨＫ將棋講座　2016年8月號